# (2043) Ortutay
(2043) Ortutay ist ein Asteroid des Hauptgürtels, der am 12. November 1936 von dem ungarischen Astronomen György Kulin am Konkoly-Observatorium in Budapest entdeckt wurde.
Der Name des Asteroiden erinnert an den ungarischen Astronomen und Ethnologie-Professor Gyula Ortutay.